# 阿卡斯卡 (南达科他州)
阿卡斯卡（英語：Akaska），是美国南达科他州下属的一座城市。根据2010年美国人口普查，该市有人口43人。论人口在本州排行第285。